# Louiselle
Louiselle, nom d’artiste de Maria Luisa Catricalà est une chanteuse italienne active surtout dans les années 1960 et 1970,,,  néé à Vibo Valentia (Calabre) en 1946 et morte le 27 avril 2024.

## Biographie
Louiselle est née à Vibo Valentia en 1946. Elle fait des études pour devenir commandant de marine mais ses parents l'orientent vers la musique. Elle participe à des concours de musique mineurs, dont le plus important est Il microfono d'oro (le micro d'or) qui lui permet de signer un contrat avec Arc, un label subsidiaire de la RCA qui se concentre sur les artistes émergents. En 1965, elle participe à Un disco per l'estate, avec Andiamo a Mietere il grano et obtient le succès. Par la suite, elle enregistre d'autres disques avec des résultats discrets, puis elle participe au Festival de Naples de 1970 où elle atteint la finale avec diverses chansons en napolitain, interprétées conjointement avec Nunzio Gallo et Mario Da Vinci. Dans les années 1970, elle continue à enregistrer mais sans résultats notables. En 1996, elle signe un contrat avec Dvm et sort l'album il meglio di Louiselle (le meilleur de Louiselle) qui présente une nouvelle version de Andiamo a mietere il grano.

## Discographie
- 1968 - Louiselle (album, 1968) (Parade, FPRS-318, LP)
- 1971 - Louiselle (album, 1971) (Produttori Associati, PA/LP 36, LP)
- 1973 - 40 minuti d'amore (Erre , RRL 2010, LP)
- 1974 - Ispirazioni (Erre, RRL 2018, LP)
- 1974 - Louisfolk ( Erre, RRL 2016, LP )
- 1976 - I Miei grandi successi ( Erre, RRL 53002 , LP)
- 1987 - Amore & folklore (Golden Sound, LP 031, LP)
- 1992 - Spaghetti country (Alpharecord, AR 3195, CD)
- 1996 - Il meglio (D.V. More, CD)
- 1997- Gli anni d´Oro ( RCA Italiana, CD)
- 2003 - I grandi successi (RCA Italiana, CD)
- 2004 - Andiamo a mietere il grano ed altri successi (D.V. More, CD)